# Джеймс Бролін
Джеймс Бролін (англ. James Brolin; 18 липня 1940) — американський актор.

## Біографія
Бролін народився 18 липня 1940 року в Лос-Анджелесі, штат Каліфорнія. Мати — Гелен Сью Мансур, домогосподарка, батько — Генрі Герст Брадерлін, будівельний підрядник. У Броліна було ще два брати і дві сестри.

## Кар'єра
На початку 1960-х став зніматися на телебаченні. Здобув популярність завдяки телевізійному серіалу «Доктор Маркус Велбі», за який він був нагороджений преміями «Еммі» і «Золотий глобус». У 1980-х роках він виконав головну роль в телевізійному серіалі «Готель» (1983—1988). У 1983 році Джеймс Бролін майже став новим Джеймсом Бондом після Роджера Мура у фільмі «Восьминіжка», якби продюсери в останню мить не змінили думку і не затвердили Мура. Найвідомішим фільмом за участю Джеймса Бролина є «Козеріг один» Пітера Гайамса. В останні роки Бролін знімається переважно у фільмах класу «B» або невеликих епізодичних ролях в гучних фільмах таких, як «Трафік» (2000) Стівена Содерберга. У 2003 році Бролін знявся в ролі президента Рональда Рейгана в телевізійному біографічному фільмі «Рейгани», де його партнеркою в ролі Ненсі Рейган стала австралійська актриса Джуді Девіс. У фільмі «Вдова на пагорбі» (2005) партнеркою Бролина була Наташа Генстридж.

## Особисте життя
У Джеймса троє дітей (у тому числі актор Джош Бролін) від попередніх шлюбів, а в 1998 році Джеймс Бролін одружився з Барброю Стрейзанд.

## Фільмографія
- 1966 — Фантастична подорож / Fantastic Voyage
- 1973 — Світ дикого заходу / Westworld
- 1977 — Козеріг один / Capricorn One
- 1979 — Жах Амітивіля / The Amityville Horror
- 1995 — Експерт / The Expert
- 1995 — Смертельний вірус / Terminal Virus
- 1995 — Французький бокс / Savate
- 1996 — Брудні гроші / Blood Money
- 2000 — Трафік / Traffic
- 2002 — Спіймай мене, якщо зможеш / Catch Me if You Can
- 2003 — Холостяцька вечірка / A Guy Thing
- 2005 — Категорія 7: Кінець світу / Category 7: The End of the World
- 2007 — Полювання Ганта / The Hunting Party
- 2008 — Мисливці за скарбами / Lost City Raiders
- 2008 — Останній шанс Гарві / Last Chance Harvey
- 2010 — Бурлеск / Burlesque
- 2015 — Сестри / Sisters
- 2015 — 33 / The 33
- 2022 — Лайтер / Lightyear